# هانس-یواخیم مارسی
هانس-یواخیم مارسِی (به آلمانی: Hans-Joachim Marseille) (۱۳ دسامبر ۱۹۱۹ – ۳۰ سپتامبر ۱۹۴۲) نظامی و خلبان تک‌خال آلمانی در دوره رایش سوم بود که در جریان جنگ جهانی دوم در لوفت‌وافه خدمت کرد. او با حصول ۱۵۸ پیروزی هوایی در جبهات غربی و شمال آفریقا، جزو یکی از تنها ۲۷ تنی بود که نشان صلیب شوالیه صلیب آهنین با برگ‌های بلوط، شمشیرها و الماس‌ها را دریافت کردند. مارسی به جهت عملکرد متمایز در رزم هوایی علیه هواگردهای متفقین به «ستاره آفریقا» شهرت یافت.

## سال‌های اولیه
هانس-یواخیم مارسِی روز ۱۳ دسامبر سال ۱۹۱۹ در برلین-شارلوتنبورگ زاده شد. مارسی ماه اکتبر سال ۱۹۳۸ به عنوان سرباز وظیفه در کوئدلیندبورگ وارد دوره آموزشی پیاده‌نظام شد و یک سال به عنوان درجه‌دار به لوفت‌وافه پیوست.

## جنگ جهانی دوم
در پی آغاز جنگ جهانی دوم، مارسی ابتدا مدتی با جنگنده ب‌اف ۱۰۹ بر فراز نواحی صنعتی در لوینا پرواز حفاظتی کرد.

### نبرد بریتانیا
ماه اوت سال ۱۹۴۰ در گروه ۱ شکاری جناح ۲ لِر قرار گرفت. چند هفته بعد به اسکادران ۴ جناح ۵۲ شکاری منتقل شد و به عنوان افسر جز در نبرد بریتانیا مشارکت کرد. مارسی نخستین پیروزی هوایی خود را با ساقط کردن یک جنگنده هاریکن در روز ۲۴ اوت سال ۱۹۴۰ رقم زد. گفته می‌شود در سخن با هم‌قطارانش از سرنوشت دشمنی که این روز سرنگون کرده بود، بسیار ابراز تاسف و ناراحتی کرده‌است. به هر صورت روز عملیاتی بعد با سرنگون کردن هواگرد دیگری نشان درجه ۲ صلیب آهنین به او اعطا شد. پس از حصول سومین و چهارمین پیروزی هوایی نشان درجه ۱ صلیب آهنین را نیز دریافت کرد. هنگام بازگشت از یک پرواز حفاظتی برای بمب‌افکن‌ها در دوور، در اثر نقص فنی در قسمت موتور در کانال مانش فرود اضطراری کرد. برای سه ساعت بر روی آب معلق بود تا این که توسط یک قایق نجات از آب گرفته شد. مدتی را در بیمارستان بستری بود. تا پایان این کارزار مجموعاً شش پیروزی هوایی حاصل کرد تا به یک خلبان تک‌خال بدل شود. در جریان این پیروزی‌ها خود نیز چهار بار سرنگون شد.

### نبرد شمال آفریقا
مارسی با علاقه به «مشروب، زن و ترانه»، افسر چندان منظمی نبود. با مشغول بودن به این مسائل، خسته‌تر از آنی بود که بتواند صبحگاه به پرواز درآید. رابطه چندان مناسبی با افسران مافوق خود نداشت. بدین جهت ترفیع درجه او به رده افسران به تأخیر افتاد. به سبب بی‌انضباطی‌هایش چندین روز را در بازداشتگاه گذراند. در صحبت با مادرش فرماندهان را فقط به فکر موفقیت‌های خود دانست که او را تنها یک «درجه‌دار کوچک» می‌دیدند. در نهایت با ستوان یکم یوهانس اشتاینهوف، فرمانده اسکادران ۴ درگیر و متعاقباً، پس از کمتر از دو ماه، با گروه ۱ جناح ۲۷ شکاری ماه آوریل سال ۱۹۴۱ به لیبی در شمال آفریقا فرستاده شود.

اشتاینهوف بعدها دربارهٔ مارسی گفت:
مارسی خیلی خوشتیپ بود. او یک خلبان و جنگنده بسیار با استعداد بود اما قابل اعتماد نبود. او همه جا دوست دختر داشت؛ آن‌ها آن‌قدر مشغولش می‌کردند که او گاهی آن‌چنان فرسوده بود که می‌بایست زمین‌گیر می‌شد. … شیوه گاه غیرمسئولانه او در انجام وظایفش دلیل اصلی اخراج او بود.
ستوان دوم ادوارد نویمان، مافوق جدیدش بهتر می‌دانست چگونه با مارسی رفتار کند و بیشتر قدر توانایی‌های او را می‌دانست. به هر صورت در پایگاه‌های صحرایی لوفت‌وافه زنی نبود که او را مشغول خود کند. در این موقعیت آموزه‌های زیادی از نویمان فراگرفت و رفته‌رفته تلاش کرد چشمان خود را بدون عینک آفتابی به آسمان درخشان صحرای غربی عادت دهد. پس از حصول چند پیروزی هوایی خود مجدداً روز ۲۳ آوریل ساقط شد. به توصیه و اصرار نویمان در نهایت اوایل ماه ژوئن سال ۱۹۴۱ به درجه ستوان دوم ترفیع گرفت. ماه دسامبر همان سال نشان صلیب آلمانی طلایی به او اعطا شد. در این هنگام ۳۳ پیرزوی هوایی در کارنامه داشت.

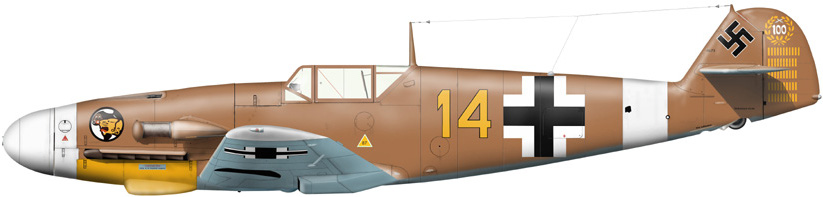
نگاره‌ای ترسیم شده از جنگنده ب‌اف ۱۰۹اف-۴ مارسی

وقفه در عملیات‌های شمال آفریقا به یگان او فرصت داد به آلمان بازگردد و ادوات خود را به جنگنده‌های ب‌اف ۱۰۹اف تبدیل کند. هواگردی که مارسی همواره در اسکادران ۳ بر آن سوار می‌شد به "زرد ۱۴" موسوم بود.

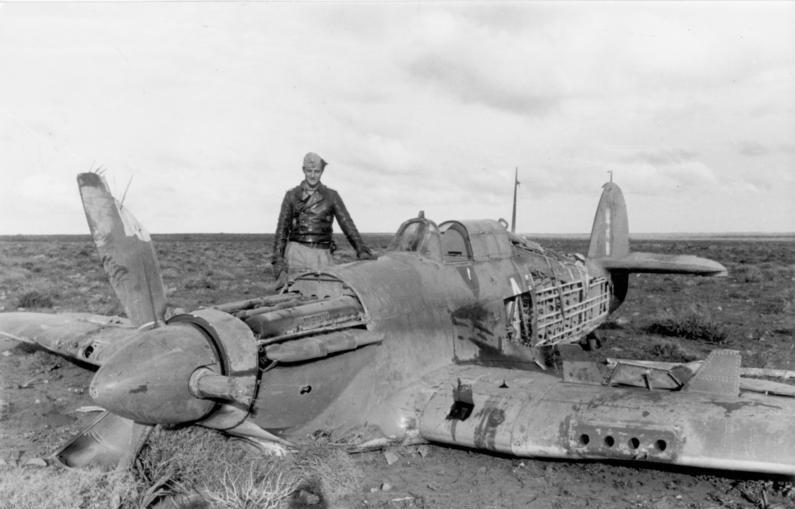
مارسی در کنار یکی از هواگردهای قربانی خود

مارسی هر گاه به آسمان برمی‌خاست دست کم یک هواگرد دشمن را سرنگون می‌کرد. در چندین مورد تمامی هواگردهای یک اسکادران دشمن که شامل سه تا پنج فروند می‌شدند، را از بین برد. او با شیرجه پرسرعت از ارتفاع حلقه دفاعی هواگردهای دشمن را هدف می‌گرفت و یک یا چند فروند از آن‌ها را سرنگون می‌ساخت. در جریان این درگیری‌ها مهمات خود را هدر نمی‌داد تا بتواند در یک سورتی چندین پیروزی هوایی به دست آورد. به‌طور میانگین تنها ۱۵ گلوله صرف هر قربانی می‌کرد و گاهی با نیمی از مهمات اولیه به پایگاه بازمی‌گشت. مارسی روز ۲۲ فوریه سال ۱۹۴۲ با پنجاه پیروزی هوایی مفتخر به دریافت نشان عالی صلیب شوالیه صلیب آهنین شد و ماه آوریل به درجه ستوان یکم ترفیع گرفت. در جریان پشتیبانی از تهاجم زمینی فیلدمارشال اروین رومل به خط الغزاله، خارق‌العاده‌ترین موفقیت مارسی هنگامی رقم خورد که روز ۶ ژوئن سال ۱۹۴۲ با حمله به گروهی از شانزده جنگنده پی-۴۰ در عرض تنها ۱۱ دقیقه شش فروند از آن‌ها را ساقط نمود که پنج فروند از آن‌ها مربوط به ۵ دقیقه نخست بود و دو مورد از آن‌ها تنها ۱۵ ثانیه با یکدیگر فاصله داشت. خلبانانی که از چنگال او گریختند گزارش از مورد حمله قرار گرفتن توسط «نیرویی قدرتمندتر» کردند. این موفقیت شمار پیروزی‌های هوایی مارسی را به ۷۵ مورد رساند و بلافاصله گیره برگ‌های بلوط صلیب شوالیه را برای او به ارمغان آورد. تنها دوازده روز بعد، روز ۱۸ ژوئن سال ۱۹۴۲، با قرار گرفتن تعداد پیروزی‌های هوایی او بر عدد ۱۰۱ شمشیرها نیز به صلیب شوالیه او افزوده شد. مارسی روز ۱۵ ژوئن به فرماندهی اسکادران ۳ منصوب و برای دو ماه راهی مرخصی گردید.
وزارت تبلیغات یوزف گوبلس بهره کامل را از موفقیت‌های مارسی برای ارتقای روحیه عمومی برد و او را به یک قهرمان ملی بدل ساخت. مارسی نامه‌های فراوانی از هواداران خود دریافت می‌کرد و ایتالیایی‌ها لقب «عقاب آفریقایی» و «ستاره آفریقا» را بر او نهادند.
او هفته پایانی ماه اوت با درجه سروان به محل خدمتش بازگشت. مارسی در سن ۲۲ سالگی جوان‌ترین سروان لوفت‌وافه به حساب می‌آمد. تا این زمان نبرد زمینی برای رومل در مصر به بن‌بست کشیده شده بود. به هر صورت فیلدمارشال آلمانی دست به آخرین تلاش خود زد که نبرد علم حلفا انجامید. در جریان پشتیبانی از پیشروی رومل، در سه مأموریت در روز ۱ سپتامبر هفده هواگرد دشمن قربانی مهارت مارسی شدند که ده مورد از آن‌ها در عرض تنها ۱۰ دقیقه اتفاق افتاد. این اتفاق تا آن زمان گونه‌ای از رکورد در مقابل هواگردهای نیروی هوایی بریتانیا به حساب می‌آمد. خلبان یکی از این هواگردهای دشمن بعداً نقل می‌کند که وقتی با چتر بیرون پرید، مارسی چند دور به دور به او چرخید و حتی دستی برای او تکان داد. این خلبان مارسی را که می‌توانست کار او را بین زمین و آسمان تمام کند اما این کار را نکرد، «پسر منصف لعنتی» توصیف کرده‌است. مارسی از پیش قصد دشمن را پیش‌بینی می‌کرد و به شکل مناسب عکس‌العمل نشان می‌داد. گزارش شده‌است به اندازه‌ای دقیق به سمت حریف آتش می‌گشود و به اندازه‌ای از کار خود مطمئن بود که منتظر دیدن نتیجه نمی‌ماند و بلافاصله به سراغ هدف بعدی می‌رفت. بدین شکل روز بعد، ۲ سپتامبر سال ۱۹۴۲، الماس‌های صلیب شوالیه، بالاترین نشان رزمی آن زمان آلمان، در قرارگاه پیشوا به مارسی با ۱۲۵ پیروزی هوایی تعلق گرفت. چند روز بعد در سفر رم، بنیتو موسولینی، نخست‌وزیر ایتالیا، متحد آلمان، نیز نشان طلایی شجاعت نظامی را به مارسی اعطا کرد. او یکی از تنها دو خارجی بود که این نشان به آن‌ها داده می‌شد. نشانی که حتی رومل هم آن را دریافت نکرد. در طول این ماه ۵۴ پیروزی هوایی، از جمله هفت مورد در هر یک از روزهای پانزدهم، بیست و ششم و بیست و هشتم، به‌شمار موفقیت‌های او افزوده شد تا عدد آن‌ها به ۱۵۸ برسد. او بیش از هر کس دیگری در تاریخ هواگردهای بریتانیایی را سرنگون کرده‌است. میانه ماه سپامبر فیلدمارشال رومل مارسی را به قرارگاه ارتش زرهی آفریقا دعوت کرد تا از تلاش‌های او قدردانی کند. این تنها دیدار بین این دو بود. به هر صورت سیر سریع پروازهای رزمی آشکارا او را مستهلک ساخته بود. به نوشته گوردون ویلیامسون، تاریخ‌نگار نظامی بریتانیایی، مارسی در همان سن ۲۲ سالگی به درجه سرگرد ترفیع یافت تا به جوان‌ترین سرگرد لوفت‌وافه نیز تبدیل گردد. با این حال منابع دیگر آخرین درجه او را همان سروان نقل کرده‌اند.

## سرنوشت
مارسی روز ۲۸ سپتامبر یک تماس تلفنی از فیلدمارشال رومل دریافت کرد که از او می‌خواست برای شرکت در یک مراسم ورزشی با حضور هیتلر، همراه او به برلین بازگردد. مارسی با اذعان به این که مقدار مرخصی‌های او زیاد بوده‌است، با این درخواست مخالفت کرد. به رومل گفت که قصد دارد مرخصی‌هایش را برای مراسم عروسی خود در روزهای کریسمس ذخیره کند. اواخر ماه سپتامبر نمونه‌ای از مدل جدید هواگرد ب‌اف ۱۰۹گه برای او فرستاده شد. مارسی ابتدا قصد نداشت با این هواگرد پرواز کند تا این که با دستور مستقیم از فیلدمارشال آلبرت کسلرینگ وادار به آن شد. روز ۳۰ سپتامبر سال ۱۹۴۲ برای گشت‌زنی بر فراز اراضی بریتانیایی‌ها به آسمان برخاست. هیچ هواگردی از جانب دشمن مشاهده نشد. مارسی در راه بازگشت گزارش از بروز مشکلات فنی در هواگرد خود کرد. یک لوله شکسته سوخت موجب آتش گرفتن موتور هواگرد و پر شدن اتاقک با دود شد. مارسی که نزدیک بود خفه شود چاره‌ای جز بیرون پریدن نداشت. با سر ته کردن هواگرد از اتاقک خارج شد اما از بدشانسی با دم هواگرد برخورد نمود. سرگرد هانس-یواخیم مارسی در پی نیمه‌باز شدن چتر نجات از آسمان به زمین سقوط کرد و جان باخت. جسد او در شش کیلومتری جنوب سیدی عبدالرحمان کشف و همان‌جا دفن شد.

## زندگی شخصی
اجداد او فرانسوی‌های لوترن بودند که به جهت عقاید خود به براندنبورگ پناه بردند. پدرش خلبان جنگ جهانی اول بود که در دوره میان‌دوجنگ با درجه سرهنگ در پلیس خدمت کرد و بعداً در ورماخت به درجه سرتیپ رسید و در نهایت ماه ژانویه سال ۱۹۴۴ در جبهه شرقی کشته شد. نزدیک بود هانس-یواخیم در بدو تولد در اثر ابتلا به آنفولانزا بمیرد. پس از بهبودی به اندازه‌ای ضعیف شده بود که در سن سه‌سالگی مجدداً راه رفتن را فرا گرفت. پدر و مادرش در سنین کودکی او از یکدیگر جدا شدند.